# Seconds (U2)

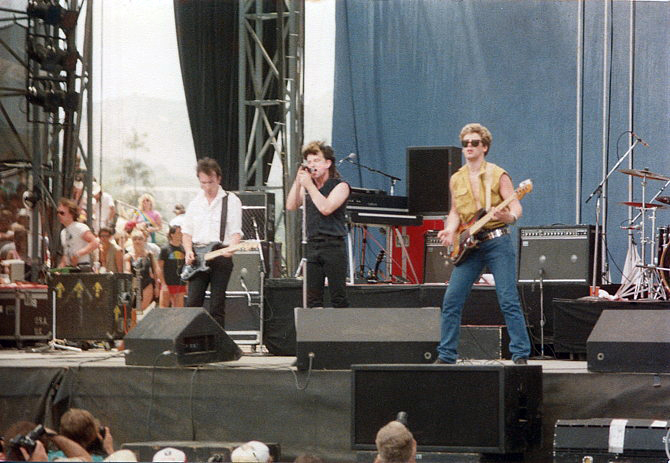
Gli U2 in tour nel 1983

Seconds è la seconda traccia dell'album War degli U2, pubblicato nel 1983.
È la prima canzone nella storia della band irlandese a non essere interamente cantata da Bono. La prima strofa è infatti cantata dal chitarrista The Edge.
Seconds debutta dal vivo durante il primo concerto del War Tour, il 26 febbraio 1983. Essa fece regolarmente parte della scaletta della prima metà di questo tour e di quello successivo: The Unforgettable Fire Tour. La versione suonata al Red Rocks Amphitheatre è inclusa nel DVD: Live at Red Rocks: Under a Blood Red Sky.

## Formazione

### U2
- Bono - voce
- The Edge - chitarra, voce
- Adam Clayton - basso
- Larry Mullen Jr. - batteria, percussioni